# Buprestoidea
Buprestoidea là một liên họ bọ cánh cứng.

## Hình ảnh

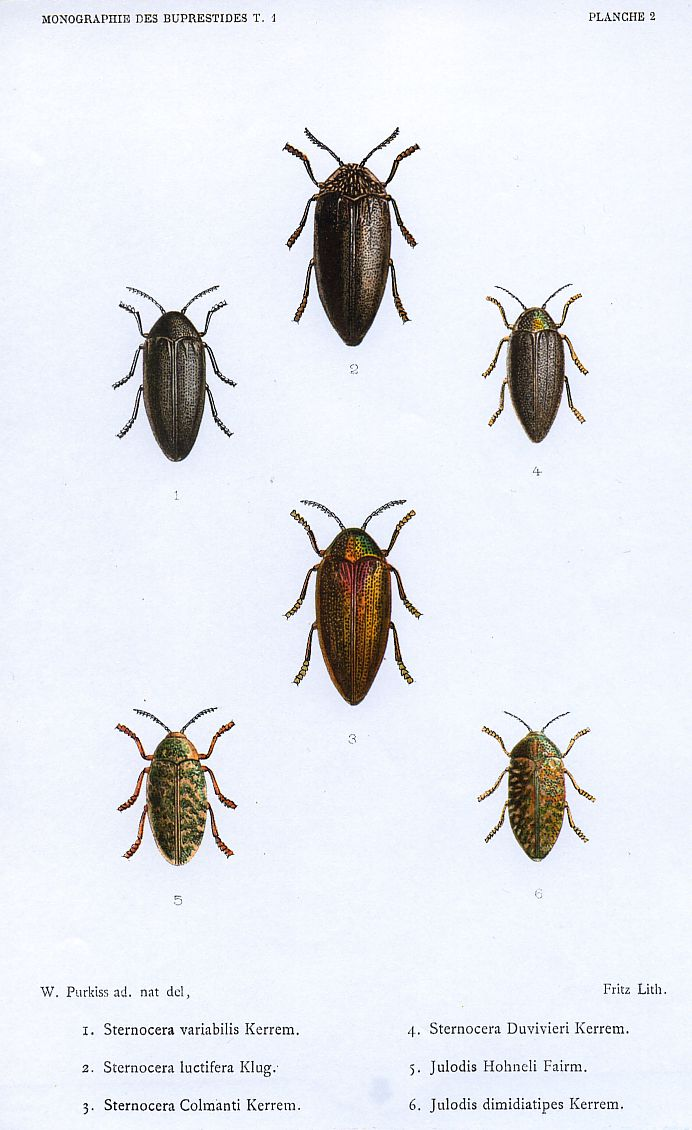
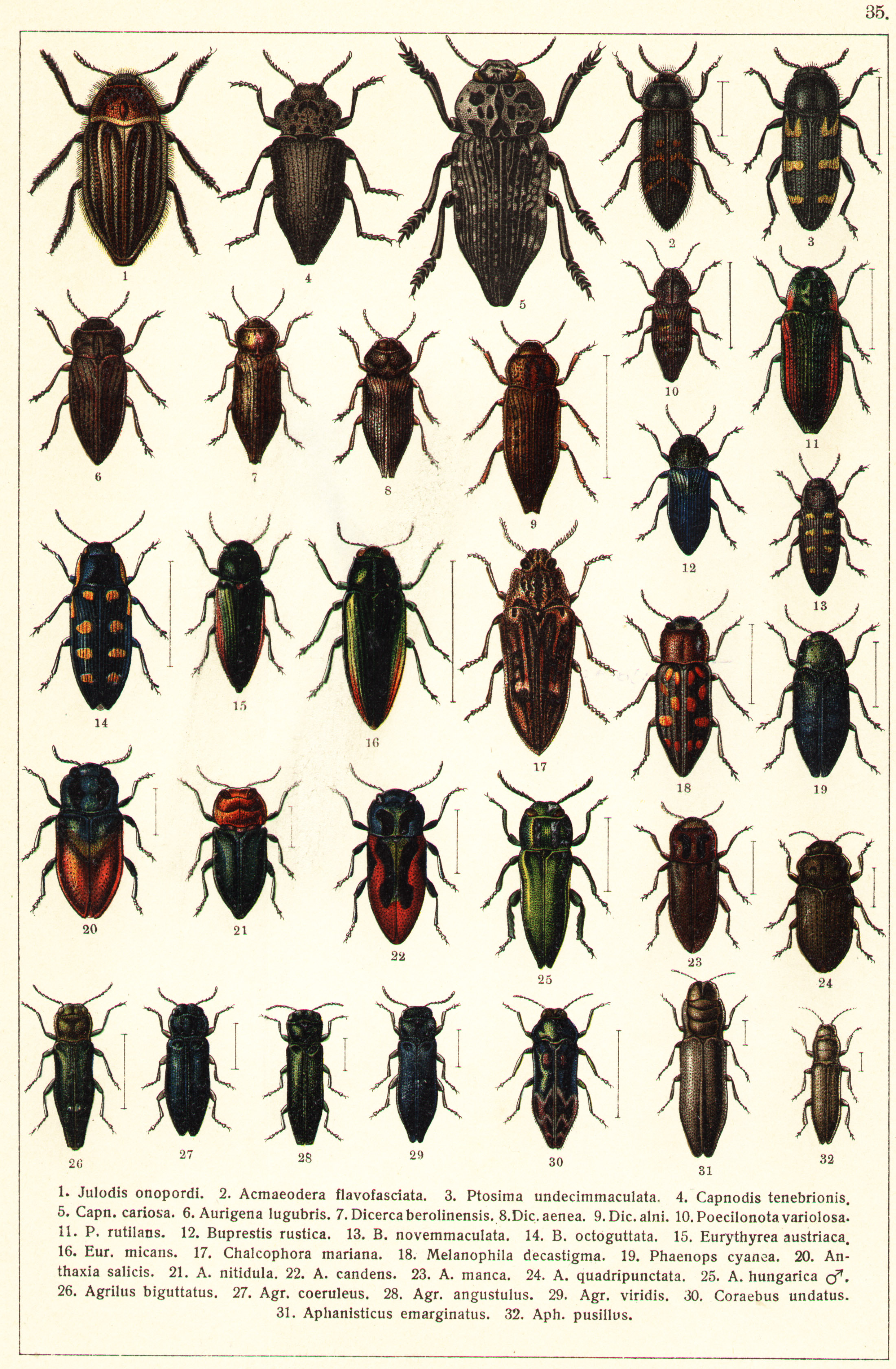
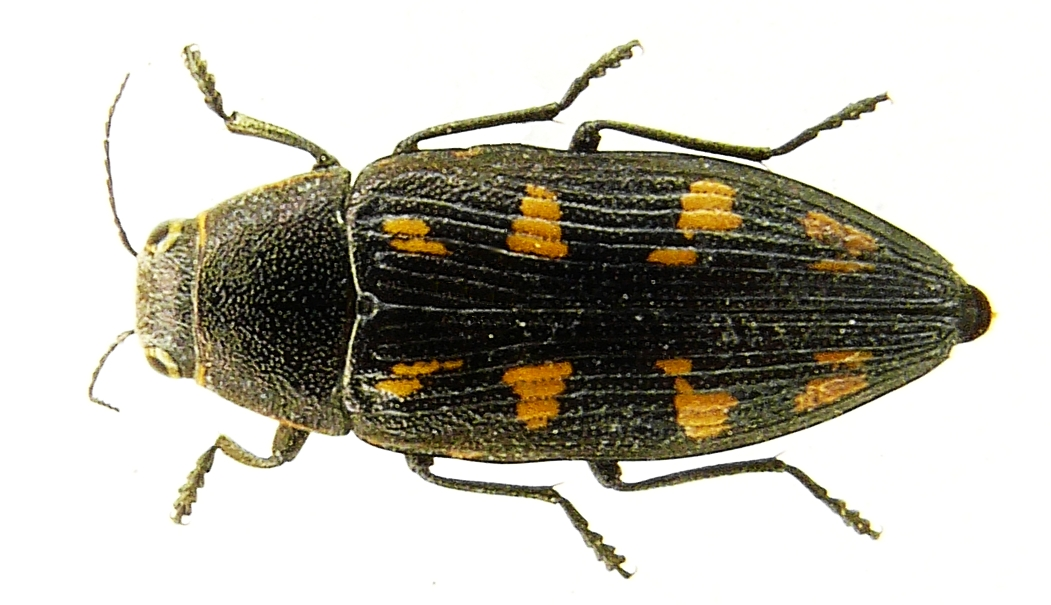
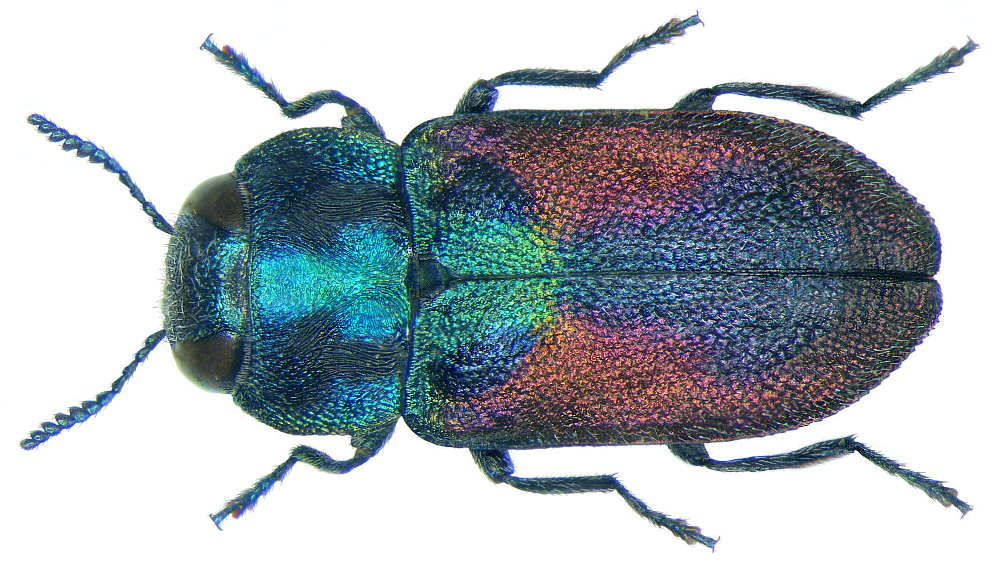

## Họ
Có hai họ trong liên họ này:
- Buprestidae Leach 1815.
- Schizopodidae LeConte 1861